# Trail Smoke Eaters
Die Trail Smoke Eaters waren eine kanadische Amateur-Eishockeymannschaft aus der Bergbaustadt Trail in der Provinz British Columbia, welche von 1926 bis 1987 existierte und in der West Kootenay League spielte. 
Das Team gewann 1938 und 1962 den Allan Cup, die wichtigste Trophäe im kanadischen Senioren-Amateureishockey. Da der Sieger des Allan Cups bis 1963 als kanadische Eishockeynationalmannschaft zu Internationalen Turnieren geschickt wurde, repräsentierten die Smoke Eaters Kanada bei den Eishockey-Weltmeisterschaften 1939 (Weltmeister) und 1963 (4. Platz). Somit waren sie die letzte Amateurmannschaft, die Kanada als Nationalmannschaft vertrat. Zusätzlich wurde das Team für Kanada noch zur Eishockey-WM 1961 geschickt, wo sie den letzten Weltmeistertitel für Kanada für die nächsten 33 Jahre gewinnen konnten.
Die von der Bergbaugesellschaft subventionierten Trail Smoke Eaters gewannen während ihres Bestehens 17-mal den Savage Cup, die Eishockeymeisterschaft der Provinz British Columbia, zwischen 1927 und 1933 sogar siebenmal in Folge. Neben der ehemaligen Seniorenmannschaft existiert bis heute eine gleichnamige Juniorenmannschaft, welche am Spielbetrieb der British Columbia Hockey League teilnimmt.   
| Kader als Kanadische Nationalmannschaft bei der Eishockey-Weltmeisterschaft 1939 |
| Bunny Dame, Benny Hayes, Joe Benoit, Tom Johnston, Jim Haight, Mel Snowdon, Duke Scodellaro, Mickey Brennen, Dick Kowcinak, Ab Cronie, Jim Morris, John McCreedy, Buck Buchanan; Trainer: Elmer Piper |

| Kader als Kanadische Nationalmannschaft bei der Eishockey-Weltmeisterschaft 1961 |
| George Ferguson, Hal Jones, Pinoke McIntyre, Walt Peacosh, Darryl Sly, Jackie McLeod, Seth Martin, Don Fletcher, Harry Smith, Cal Hockley, Addie Tambellini, Dave Rusnell, Ed Christofoli, Norm Lenardon, Gerry Penner, Claude Cyr, Mike Lagace, Bobby Kromm; Trainer: Bobby Kromm |

## Erfolge
- Savage Cup Sieger: 1927, 1928, 1929, 1930, 1931, 1932, 1933, 1938, 1940, 1941, 1946, 1948, 1949, 1952, 1960, 1962, 1979
- Allan Cup Sieger: 1938, 1962
- Eishockey-Weltmeister (als kanadische Nationalmannschaft): 1939, 1961